# FK Cementarnica 55
El FK Cementarnica 55 es un equipo de fútbol de Macedonia del Norte que juega en la Tercera Liga de Macedonia del Norte, la tercera categoría de fútbol del país.

## Historia
Fue fundado en el año 1955 en la capital Skopie con el nombre FK FCU porque pertenecía la compañía cementera Usje. Ha jugado en 15 temporadas en la Primera División de Macedonia del Norte, la liga de fútbol más importante del país, pero nunca ha sido campeón de la misma, aunque sí ha ganado el títulode Copa en 1 ocasión en 2 finales jugadas.
A nivel internacional ha participado en 3 torneos continentales, donde su mejor participación ha sido en la Copa Intertoto de 1999/2000, en la que fue eliminado en la Segunda ronda por el FC Rostov de Rusia.

## Palmarés
- Copa de Macedonia del Norte: 1

2002/03
- - Finalista: 1

2001/02
- Liga Regional de Macedonia del Norte: 1

2018/19

## Participación en Compaticiones de la UEFA
- Copa UEFA: 1 aparición

2004 - Primera ronda
- Copa Intertoto: 2 apariciones

2000 - Segunda ronda
2003 - Primera ronda

### Partidos en UEFA
| Temporada | Torneo         | Ronda      | Club                  | Marcador     |  |
| --------- | -------------- | ---------- | --------------------- | ------------ |  |
| 1999/2000 | Copa Intertoto | 1          | FC Kolkheti-1913 Poti | 4-2, 4-0     |  |
| 1999/2000 | Copa Intertoto | 2          | FC Rostov             | 1-1, 1-2     |  |
| 2002/03   | Copa Intertoto | 1          | FH                    | 1-3, 2-1     |  |
| 2003/04   | Copa UEFA      | Preliminar | GKS Katowice          | 0-0, 1-1 (a) |  |
| 2003/04   | Copa UEFA      | 1          | RC Lens               | 0-1, 0-5     |  |